# Urbanodendron
Urbanodendron är ett släkte av lagerväxter. Urbanodendron ingår i familjen lagerväxter.
Kladogram enligt Catalogue of Life:
| Urbanodendron | \| \| Urbanodendron bahiense \| \| \| \| \| \| Urbanodendron macrophyllum \| \| \| \| \| \| Urbanodendron verrucosum \| \| \| \| |
|               | \| \| Urbanodendron bahiense \| \| \| \| \| \| Urbanodendron macrophyllum \| \| \| \| \| \| Urbanodendron verrucosum \| \| \| \| |
|               | Urbanodendron bahiense |
|               | |
|               | Urbanodendron macrophyllum |
|               | |
|               | Urbanodendron verrucosum |
|               | |